# Henri Louis Delamarre
Pour les articles homonymes, voir Delamarre.
Henri Louis Delamarre, né le 29 mai 1829 à Olivet (Loiret) et mort le 6 juillet 1913 à Paris, est un peintre, propriétaire et éleveur français. 

## Biographie
Henri Louis Delamarre est le fils d'Auguste Dominique Delamarre et de Pauline Claudine Asselin.
Élève de Giuseppe Palizzi, connu pour ses peintures du turf, il améliore la jumenterie du comte Roederer, gagne trois fois le Grand Prix de Paris et quatre fois celui du Jockey Club dont successivement en 1866-1867. Propriétaire du champion Vermout, il est en 1912 le Doyen des propriétaires et est membre cette année-là de la commission des finances et du programme de la Société d'encouragement pour l’amélioration des races de chevaux en France. 
Il meurt d'une pneumonie à son domicile du Boulevard Haussmann le 6 juillet 1913 à Paris et il est inhumé au Cimetière du Père-Lachaise 10 juillet 1913.
Jules Verne le mentionne dans son roman César Cascabel (partie 1, chapitre II). 

## Œuvres
- Réunion galante dans un sous-bois, 1848
- Grand Prix de Paris, 1864